# Coniobrevicolla larsenii
Coniobrevicolla larsenii är en svampart som beskrevs av Réblová 1999. Coniobrevicolla larsenii ingår i släktet Coniobrevicolla och familjen Trichosphaeriaceae.  Arten är reproducerande i Sverige. Inga underarter finns listade i Catalogue of Life.